# Bahnhof Aue (Sachs)
Der Bahnhof Aue (Sachs) liegt im Zentrum des gleichnamigen Ortsteils der Großen Kreisstadt Aue-Bad Schlema. Er ist ein Eisenbahnknotenpunkt an den Eisenbahnstrecken Zwickau–Schwarzenberg und Chemnitz–Aue–Adorf, weshalb dem Bahnhof in der Vergangenheit große Bedeutung zukam. Dies lag am früher umfangreichen Gütertransport aufgrund der in Aue ansässigen Schwerindustrie und des Uranabbaus. Nördlich des Bahnhofs befand sich deshalb früher das Bahnbetriebswerk Aue. Seit 2003 wurde der Bahnhof umfangreich zurückgebaut, dabei wurden das Bahnbetriebswerk, das Empfangsgebäude und die meisten Stellwerke bis zum Jahr 2010 abgerissen.

## Geschichte

### Bahnhofsname
Der Bahnhof trug in seiner Geschichte bereits fünf unterschiedliche Bahnhofsnamen, im Einzelnen waren dies:
- bis 23. Dezember 1904: Aue
- bis 30. Juni 1911: Aue i Erzgeb
- bis 31. Dezember 1930: Aue (Erzgeb)
- bis 21. Dezember 1933: Aue (Sa)
- seit 22. Dezember 1933: Aue (Sachs)

### Betrieb

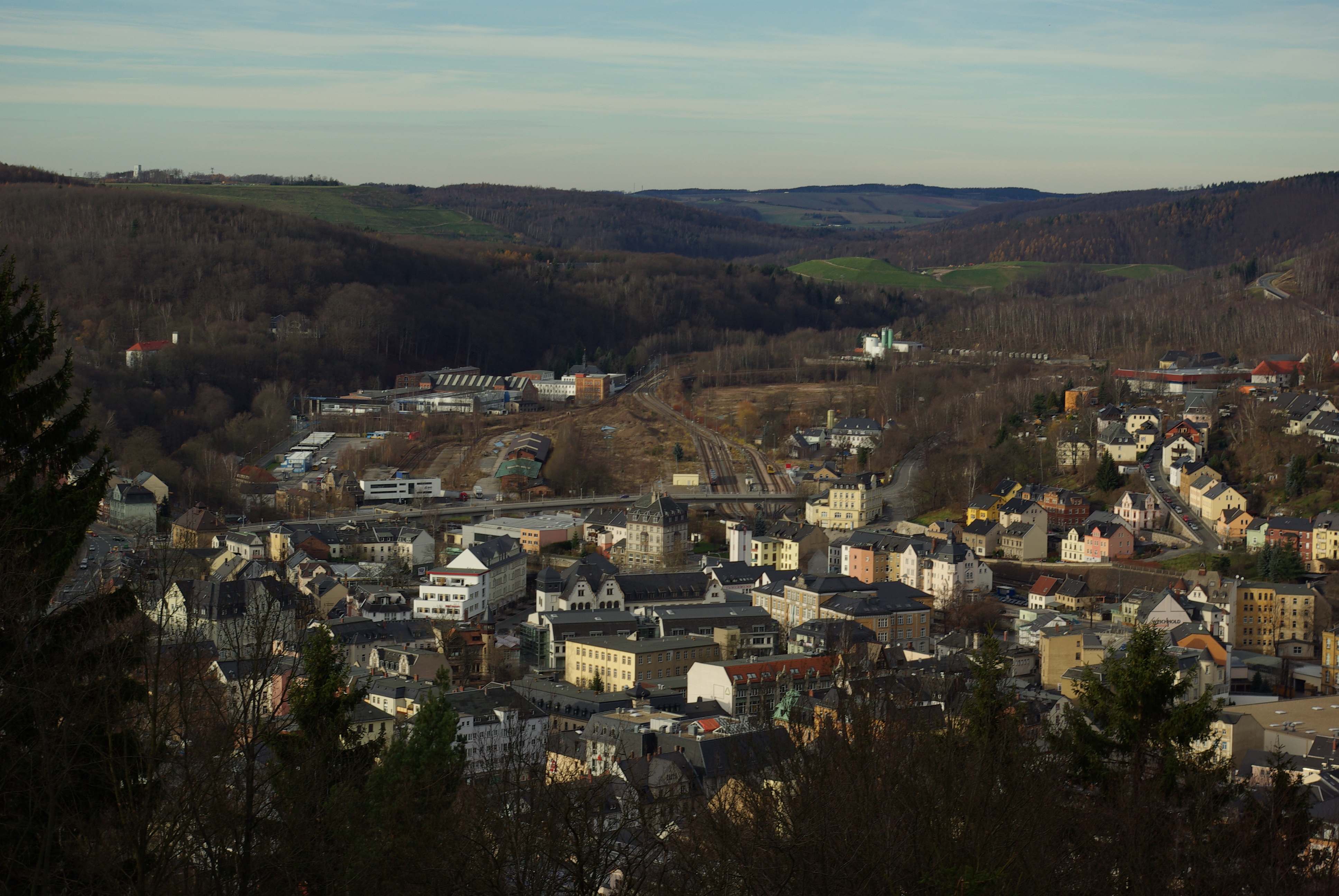
Bahnhof Aue nach Abriss des Empfangsgebäudes, Blick vom Heidelsberg (2010)

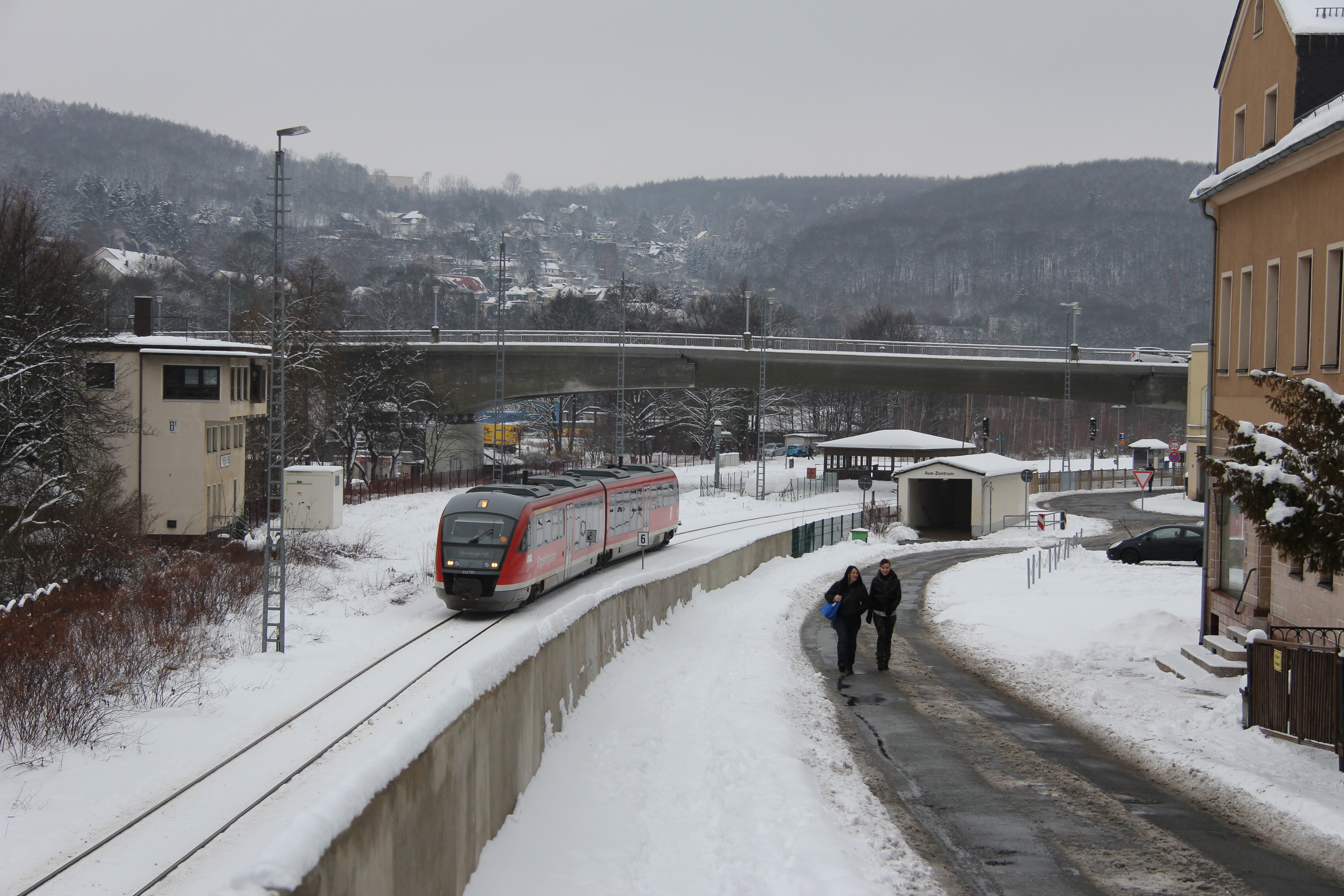
Bahnhof Aue (Sachs) mit Unterführung Aue-Zelle und Erzgebirgsbahn (2014)

Der Bahnhof Aue wurde im Jahre 1858 als dreigleisige Durchgangsstation eröffnet. Er war damals Teil der vorwiegend für den Gütertransport, insbesondere von Steinkohle, erbauten Bahnstrecke Zwickau–Schwarzenberg. Mit dem Eisenbahnbau begann in Aue die Industrie aufzublühen, weshalb das Bahnhofsgelände stetig erweitert wurde. Im Jahr 1875 wurde die Strecke Chemnitz–Aue–Adorf durch die gleichnamige Privatbahn eröffnet. Da diese Strecke eine Privatbahn war, durften ihre Gleise nicht die Staatsbahngleise kreuzen, weshalb sich die Insellage des neu errichteten Empfangsgebäudes ergab. In Aue wurde von der Chemnitz–Aue–Adorfer Eisenbahn ein kleines Bahnbetriebswerk eingerichtet, welches über einen kleinen, zweiständigen Lokschuppen und eine Drehscheibe verfügte. Die CAAE geriet jedoch ein Jahr nach der Inbetriebnahme der Strecke in finanzielle Probleme, woraufhin die Strecke vom Staat Sachsen gekauft wurde. Die ehemaligen Privatbahngleise wurden daraufhin zu Gütergleisen und der Personenverkehr wurde komplett auf die alte Staatsbahnseite verlagert. Im Jahr 1885 wurde das Bahnbetriebswerk an die nördliche Bahnhofsausfahrt verlegt und vergrößert. Bis zum Jahr 1900 war der Bahnhof Aue bereits auf insgesamt 12 durchgehende Gleise und 15 Stumpfgleise angewachsen. Die Lößnitzer Chaussee überquerte jedoch das gesamte Bahngelände, weshalb von 1935 bis 1937 die Bahnhofsbrücke, die erste vorgespannte Balkenbrücke Deutschlands, errichtet wurde.

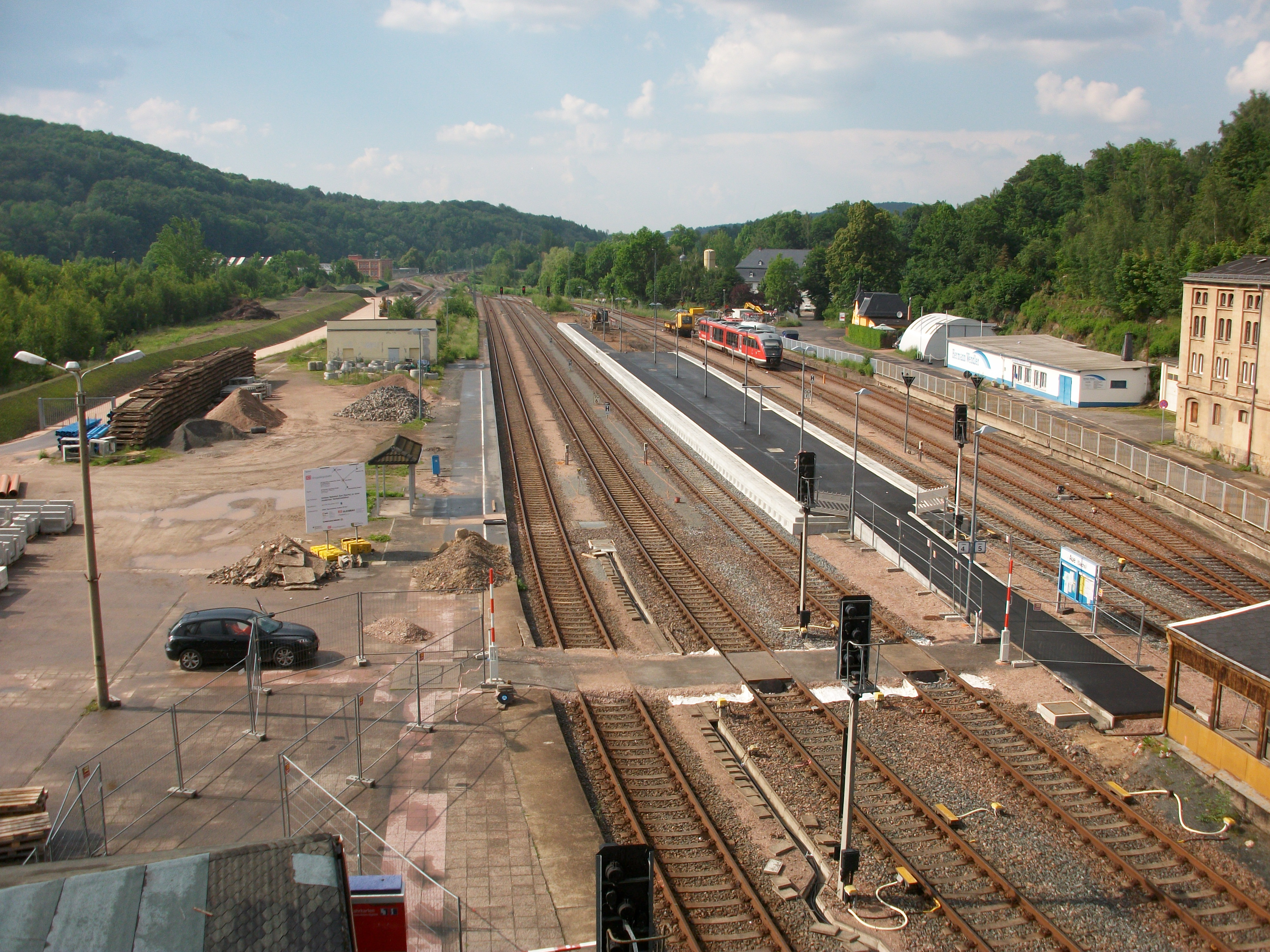
Bahnhof Aue (Sachs) während des Umbaus (Juni 2016)

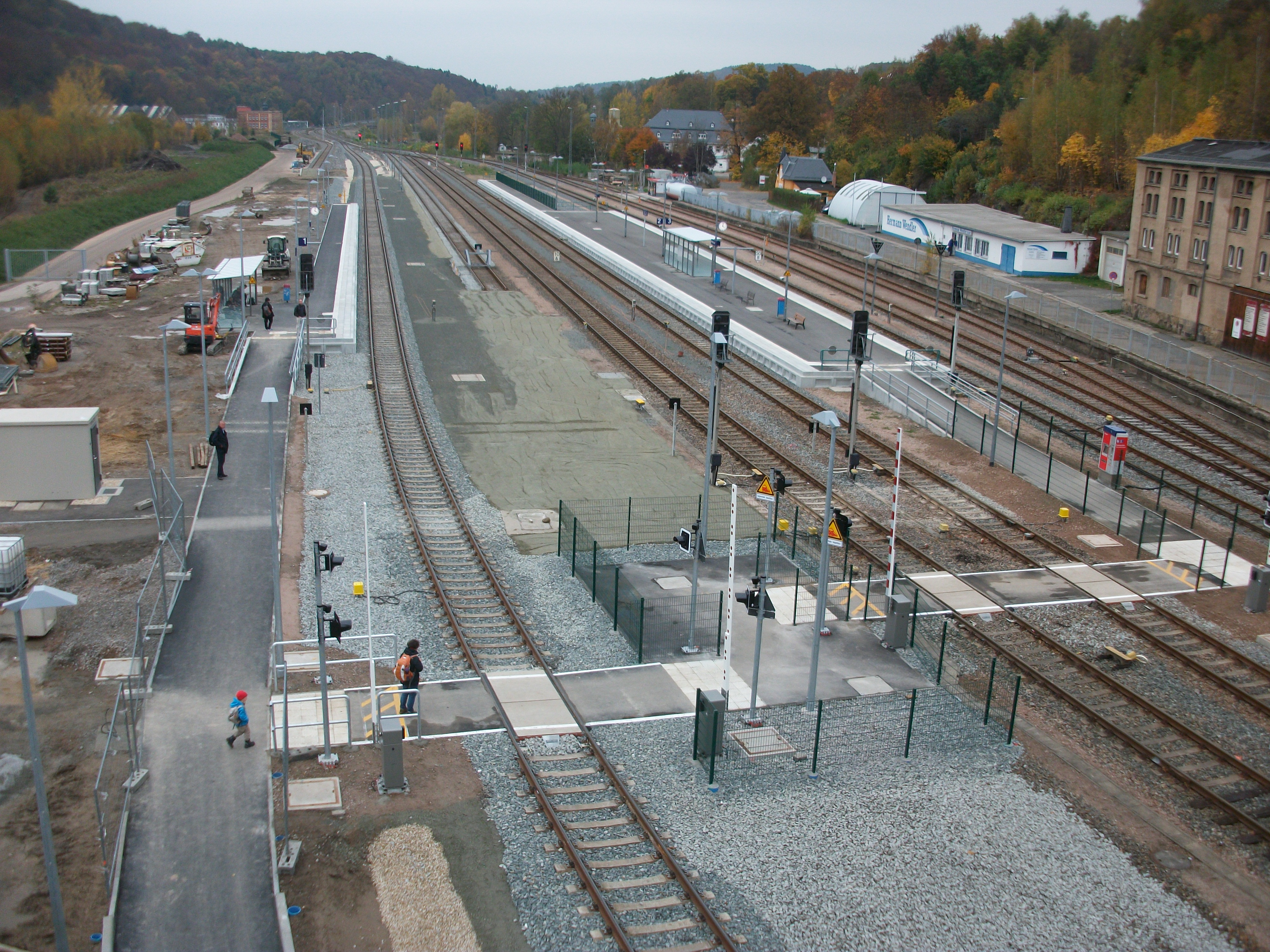
Bahnhof Aue (Sachs) mit neu gestaltetem Zugang und veränderten Gleisen (Oktober 2016)

Den Zweiten Weltkrieg überstand der Bahnhof weitestgehend unbeschadet. Mit der Entdeckung von Uranvorkommen im Erzgebirge begann die Blütezeit des Auer Bahnhofs, woraufhin dieser von 1949 bis 1952 ausgebaut wurde: die Gleisanlagen und das Bahnwerk wurden umfangreich erweitert, der Bahnhof besaß von nun an 96 Bahnhofsgleise mit 190 Weicheneinheiten, gesteuert von vier neuen Stellwerken. Zudem gab es für den Raum Aue ein eigenes Reichsbahnamt. In Aue entstand ein so dichter Verkehr, wie er inzwischen kaum mehr vorstellbar ist. Dieser hielt bis zur Wende an und im Jahr 1989 wurde sogar über eine Elektrifizierung der Strecke Zwickau–Aue–Johanngeorgenstadt nachgedacht.
Mit der Wende kam es auch im Bahnhof Aue zu tiefgreifenden Veränderungen. Der Schienenverkehr ging in solchem Maße zurück, dass der Einsatz von Lokomotiven im Bahnbetriebswerk Aue am 9. Januar 1995 beendet und die Reste des Bahnbetriebswerks zum 27. Mai 1999 endgültig geschlossen wurden. Der Güterverkehr erfolgte bis 1998 noch auf den Gütergleisen, ein Jahr später ließ die nun zuständige Deutsche Bahn AG die Einfahrt zum Güterbahnhof sperren.
Im 21. Jahrhundert verkehren in Aue nur noch zwei Güterzüge pro Woche, die den ehemaligen Personenbahnhofsteil nutzen.
Der nach 1990 neu gegründete Freistaat Sachsen und die Deutsche Bahn trafen Vereinbarungen, die die Sanierungen und den teilweisen Rückbau einiger Eisenbahnstrecken und Bahnhöfe zum Inhalt hatten. Diese Verträge wurden mit mehreren Millionen D-Mark langfristig realisiert. Es entstanden zudem RegioNetze, zu denen auch die Bahntochter Erzgebirgsbahn gehört, die den Bahnhof Aue bedient. Der Bahnhof Aue wurde im Jahr 2003 im Zuge dieser Verträge „betriebsorientiert umgebaut“ und an die bestehenden Omnibuslinien angebunden. Damit verbunden war die Stilllegung aller nicht mehr benötigten Einrichtungen, wie etwa der Güterbahnhof, das Bahnbetriebswerk Aue, das Empfangsgebäude und alle Stellwerke (bis auf das Stellwerk Aue 1), bis zum Jahr 2010 wurden sie abgerissen. Seitdem fand der Fahrkartenverkauf eine Zeit lang in einem Verkaufscontainer statt. Im Jahr 2003 wurden auch alle nicht mehr benötigten Gleisanlagen des Bahnhofs abgebaut. Die Fläche wurde aber nicht weiter genutzt und liegt seitdem brach. Durch den Umbau im Jahr 2016 sind die Bahnsteige ebenerdig, also barrierefrei erreichbar. Der Zugangstunnel unter den Gleisen wurde parallel dazu verschüttet.
Ab dem Jahr 2017 wurden die Regiozüge der RB 89 von Thalheim nach Aue verlängert und verkehrten damit im Stundentakt. Das hat der Verkehrsverbund Mittelsachsen auf Druck der Stadtverwaltungen und durch Bürgerinitiativen beschlossen. Bei diesem als Chemnitzer Modell bekannten Verfahren handelt es sich um ein in der Region Chemnitz angewandtes Regionalstadtbahn-System zur Verknüpfung von Eisenbahn- und Straßenbahn-Strecken.
Seit September 2018 wurde die Strecke Chemnitz–Aue für die City-Bahn Chemnitz ausgebaut. Zu diesem Zweck wurde die Strecke voll gesperrt, es fand Schienenersatzverkehr statt. Die Strecke ging am 29. Januar 2022 wieder in Betrieb, im Zuge dessen wurde die aus Burgstädt kommende Linie C13 nach Aue durchgebunden.

### Bahnbetriebswerk Aue (Bw Aue)

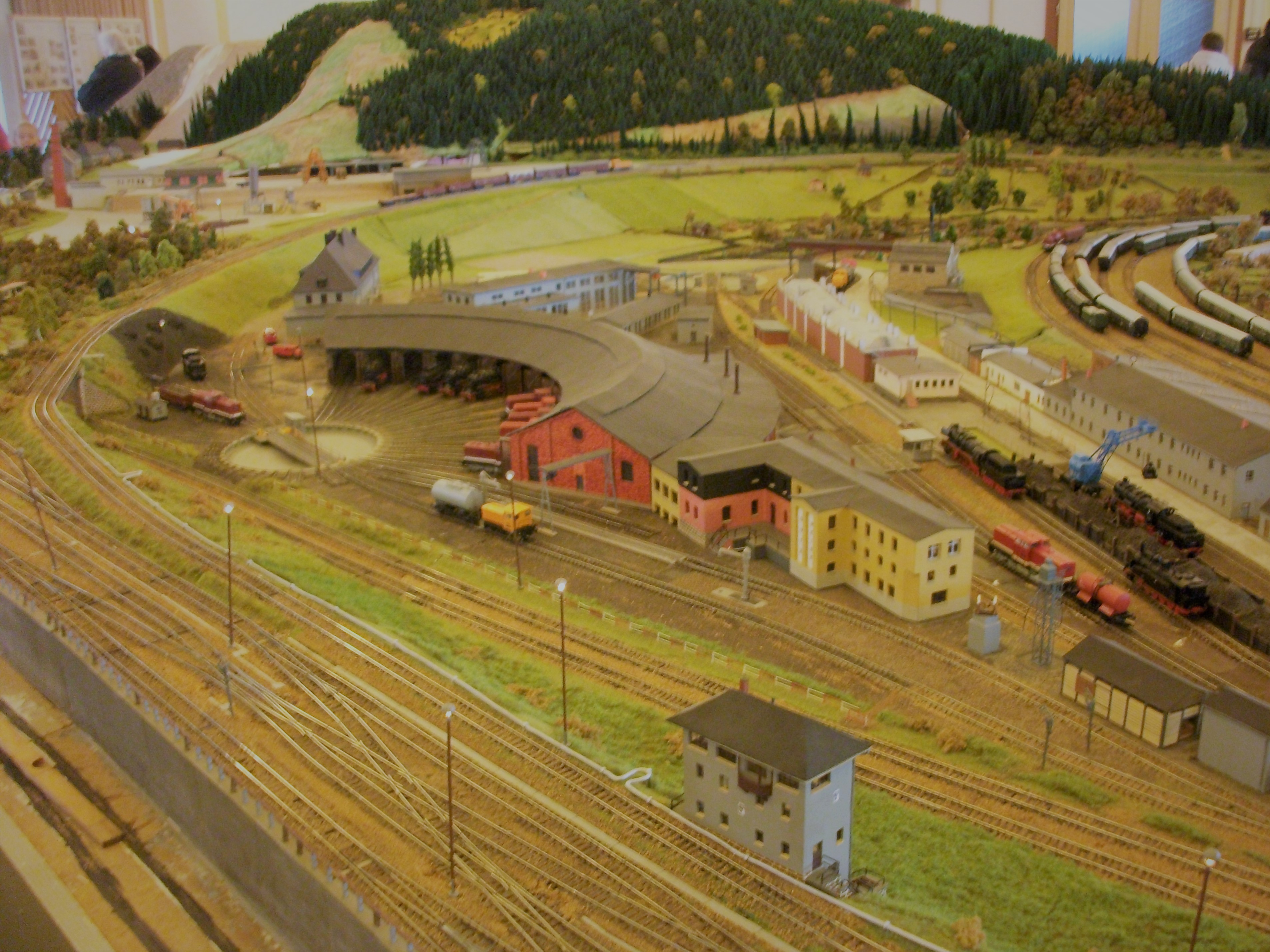
Modell des BW Aue zur Modelleisenbahnausstellung in Bad Schlema (2018)

Mit der Eröffnung der Strecke Chemnitz–Aue–Adorf 1875 erhielt der Bahnhof Aue auch ein zweiständiges Heizhaus und eine Drehscheibe. Bereits zehn Jahre später wurde diese Heizhaus abgerissen und durch einen achtständigen Ringlokschuppen ersetzt, der bis 1905 um vier weitere Stände erweitert wurde. 1908 wurde das Heizhaus zu einer eigenständigen Dienststelle erhoben. Ein bereits geplantes Heizhaus konnte wegen des Ersten Weltkriegs nicht mehr errichtet werden, nur eine neue 16-m-Drehscheibe wurde noch gebaut.
Nach dem Zweiten Weltkrieg wurde das Bahnbetriebswerk nochmals erweitert, unter anderem entstanden ein neues Verwaltungsgebäude und eine neue Werkstatt, eine 20-Meter-Drehscheibe und der Lokschuppen wurde bis auf 14 Stände vergrößert. Im Jahre 1956 wurde das bis dahin selbstständige Bahnbetriebswerk Schwarzenberg als Lokeinsatzstelle dem Bw Aue angegliedert. Die Bahnbetriebswerke Annaberg-Buchholz, Kirchberg und Thum folgten 1967.
Ab 1976 wurden Diesellokomotiven der DR-Baureihe 110 in Aue stationiert. In jenem Jahre beheimatete das Bw Aue noch 28 Dampflokomotiven, darunter 10 Lokomotiven der Baureihe 58, 15 der Baureihe 86 und 3 der Baureihe 94.
1994 ließ die Deutsche Bahn AG das Bw Aue als selbstständige Dienststelle auflösen. Auch die Instandhaltung von Lokomotiven wurde 1994 beendet, allerdings wurden bis 1997 noch Lokomotiven und Wagen in Aue verschrottet.

## Verkehrsanbindung
| Linie               | Linienverlauf                                                                                 | Takt (min) | EVU                |
| ------------------- | --------------------------------------------------------------------------------------------- | ---------- | ------------------ |
| RB95                | Zwickau – Hartenstein – Aue – Schwarzenberg – Johanngeorgenstadt (– Karlovy Vary dolni n)     | 60         | Erzgebirgsbahn     |
| C13                 | Burgstädt – Chemnitz Hbf – Chemnitz Zentralhaltestelle – Chemnitz Technopark – Thalheim – Aue | 60         | City-Bahn Chemnitz |
| Stand: 9. Juni 2024 |                                                                                               |            |                    |

## Galerie

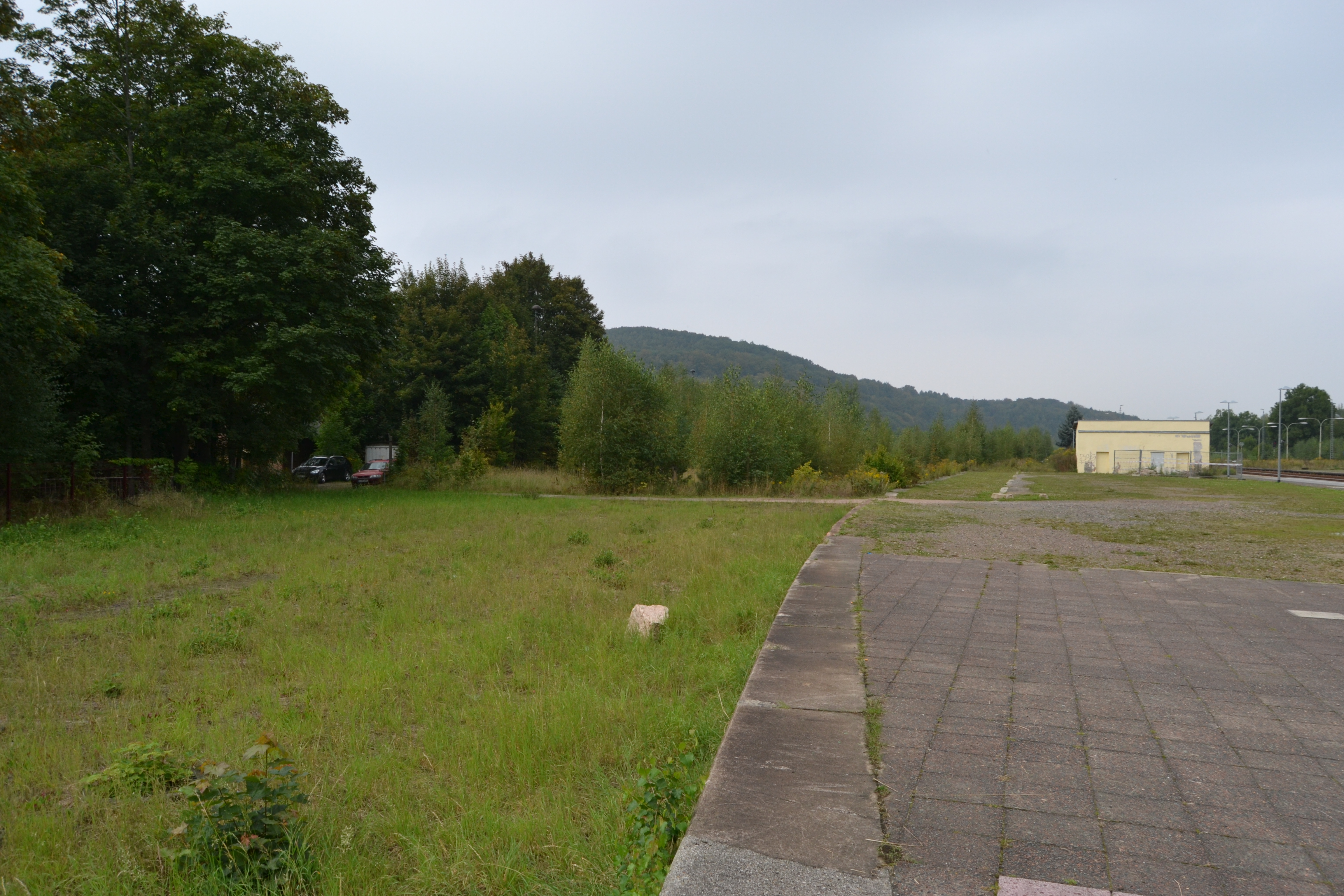
Abgebauter Bahnhofsteil und Brachfläche des abgerissenen Empfangsgebäudes (rechts)
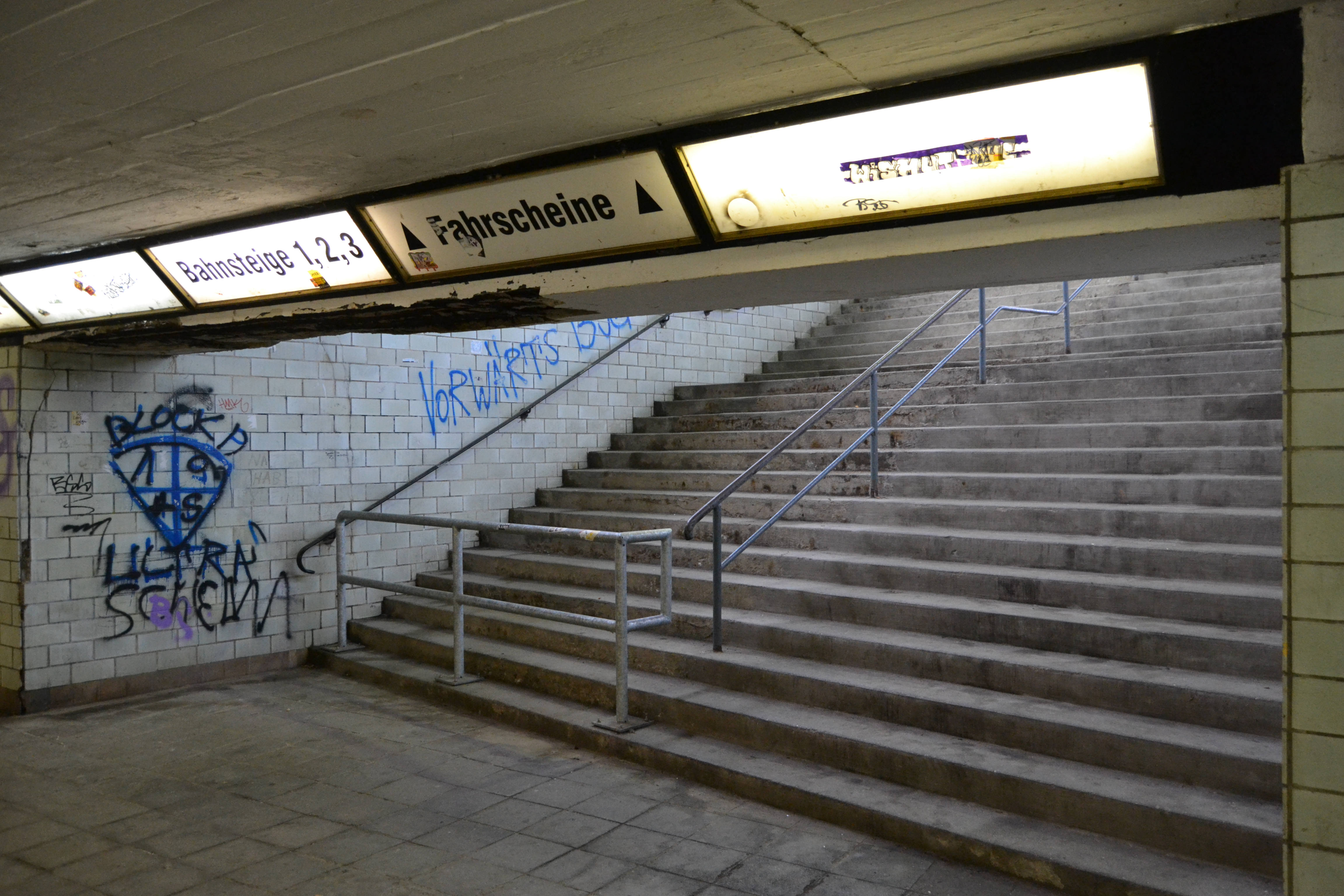
Die Bahnhofsunter-führung ist nur noch zur Hälfte in Benutzung (Stand 2014)
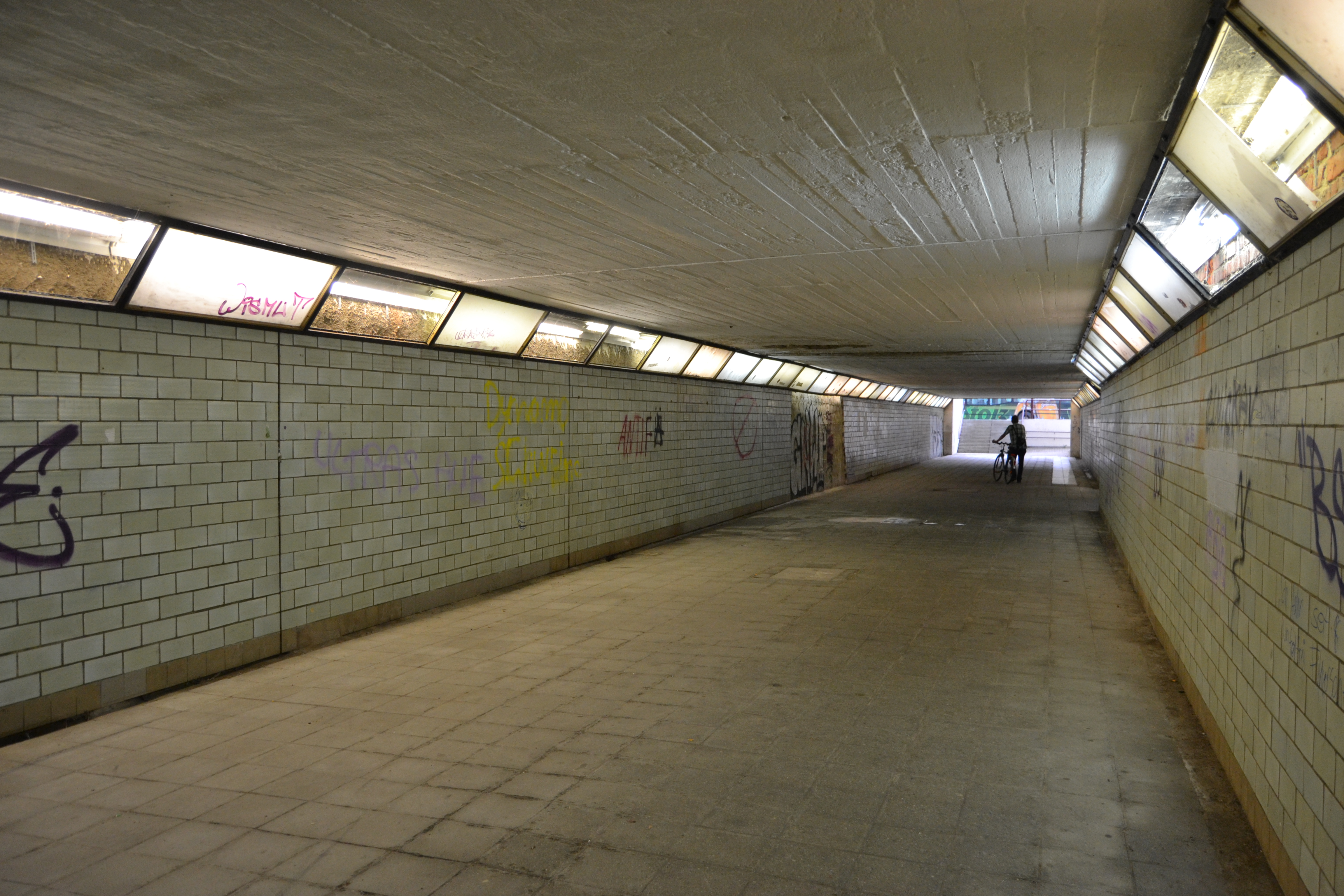
Die Bahnhofsunter-führung im Jahr 2014
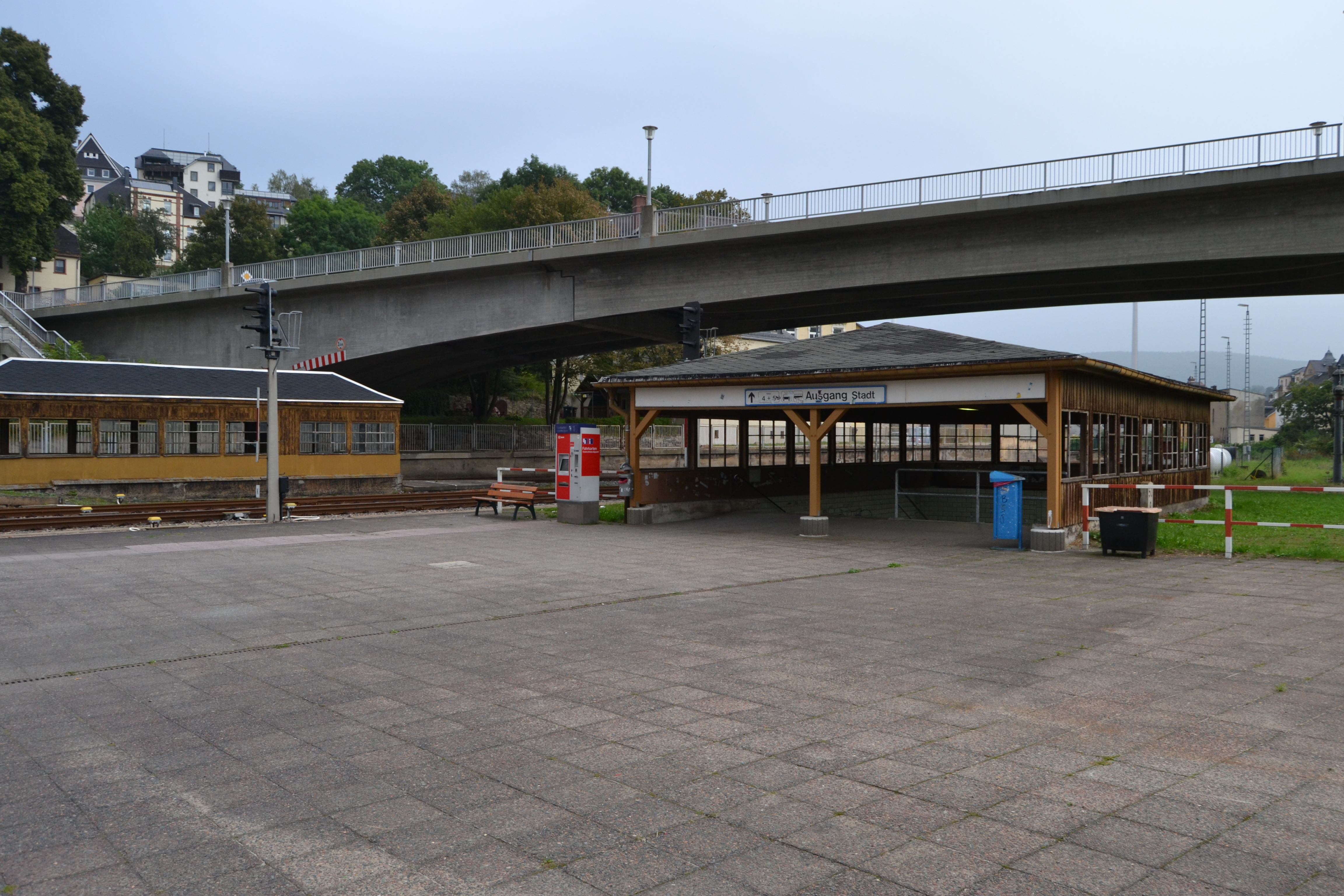
Eingang zur 2016 abgerissenen Bahnhofsunterführung (2014)
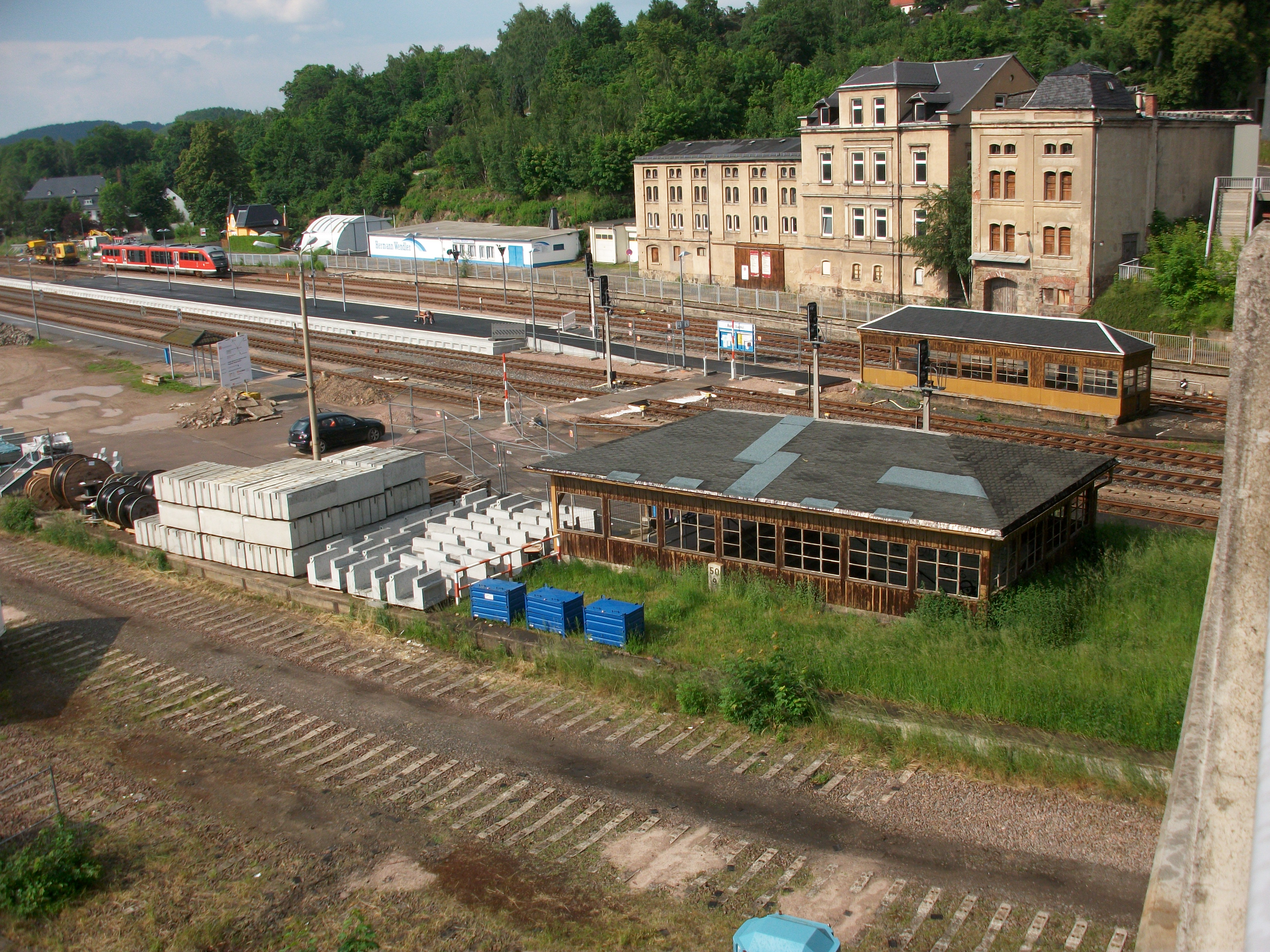
Bahnhofsunterführung kurz vor dem Abriss (2016)
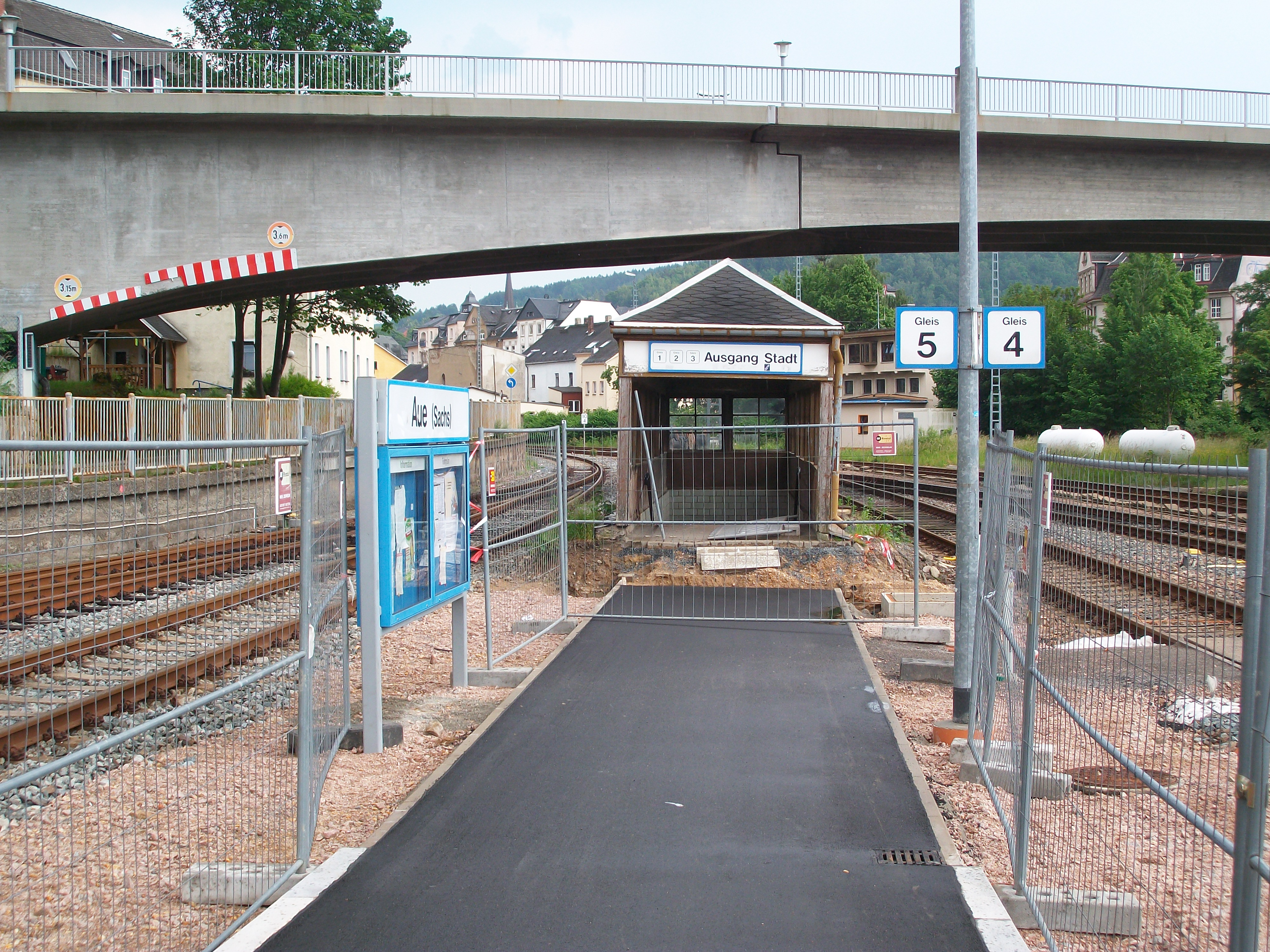
Stillgelegte Bahnhofsunterführung kurz vor dem Abriss (2016)
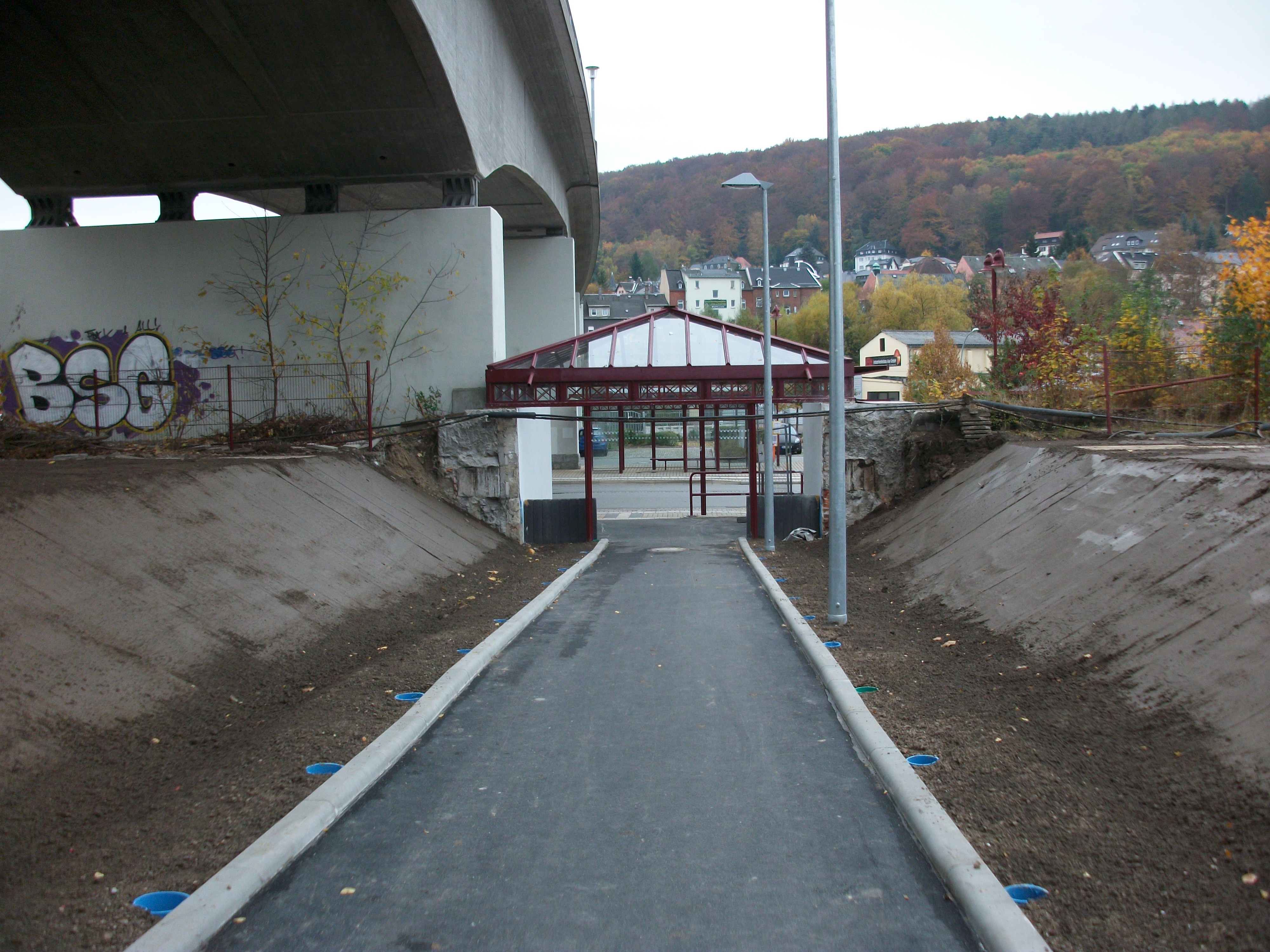
Ebenerdiger Zugang seit 2016
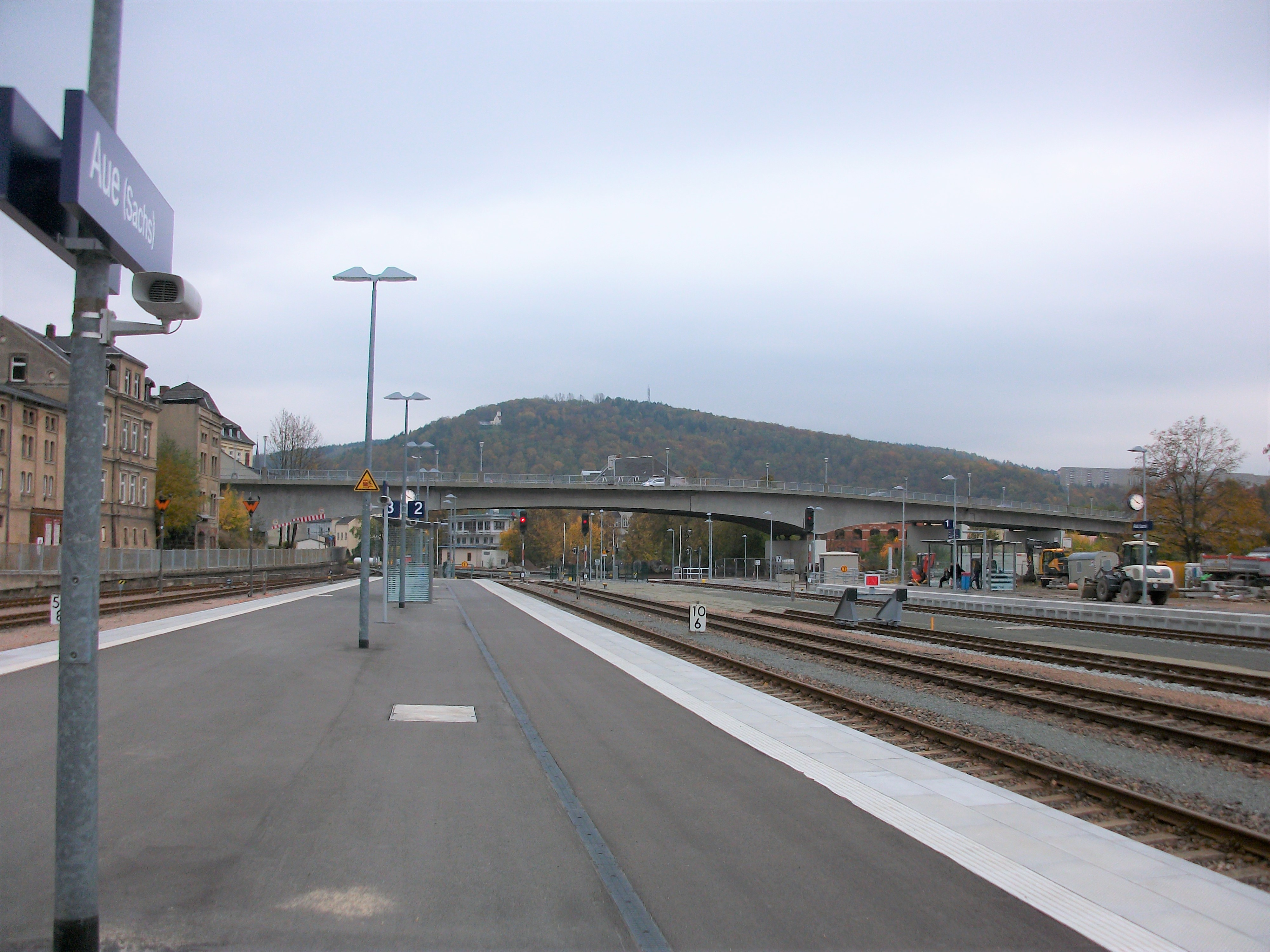
Bahnhof Aue (Sachs) nach dem Umbau (2016)
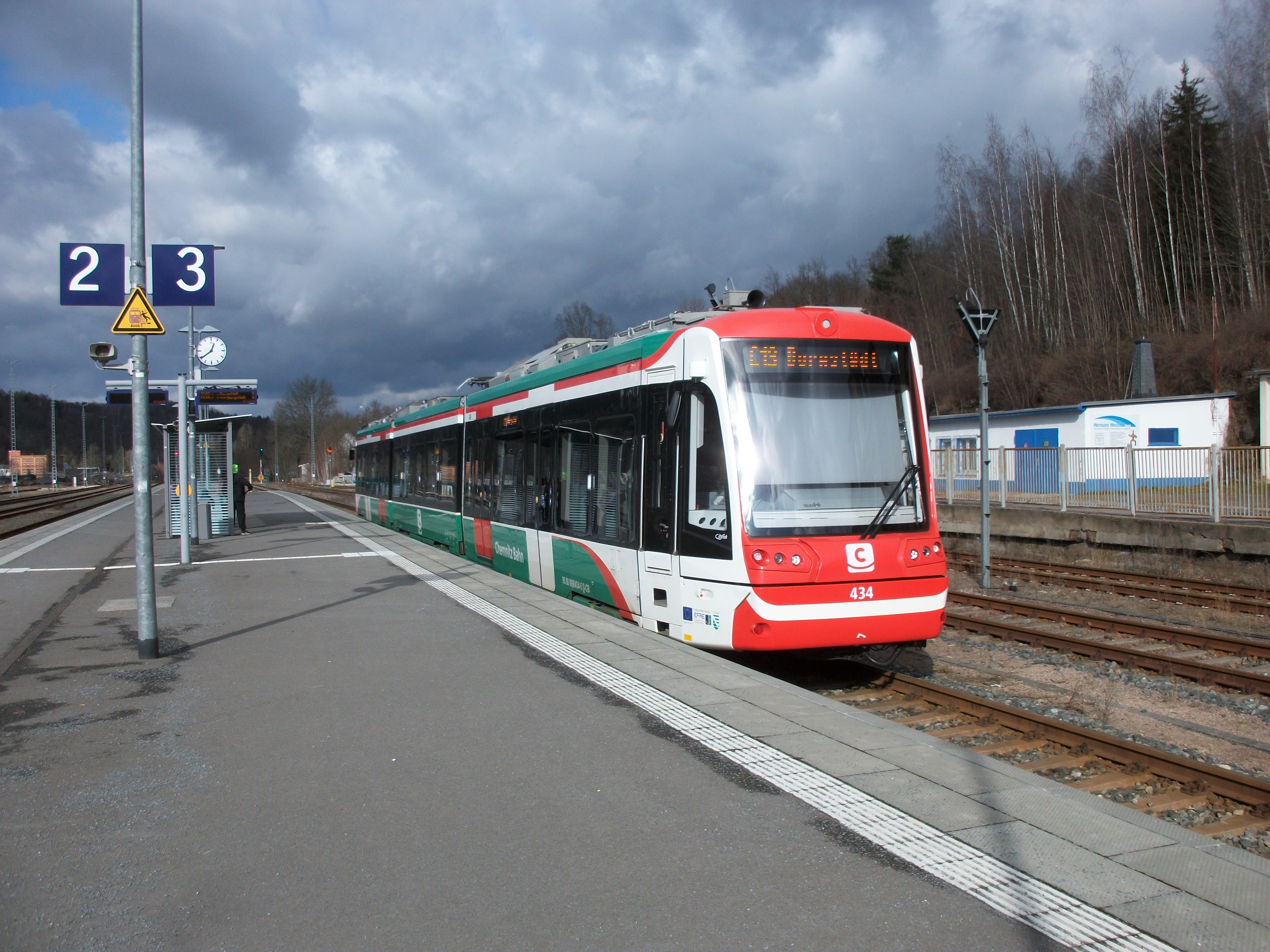
Bahnhof Aue (Sachs), Citybahn nach Burgstädt über Chemnitz Hbf, in der ersten Woche nach Streckenwiedereröffnung (2022)